# Stellaria graminea
La estelaria  (Stellaria graminea) es una planta herbácea de la familia de las  cariofiláceas.

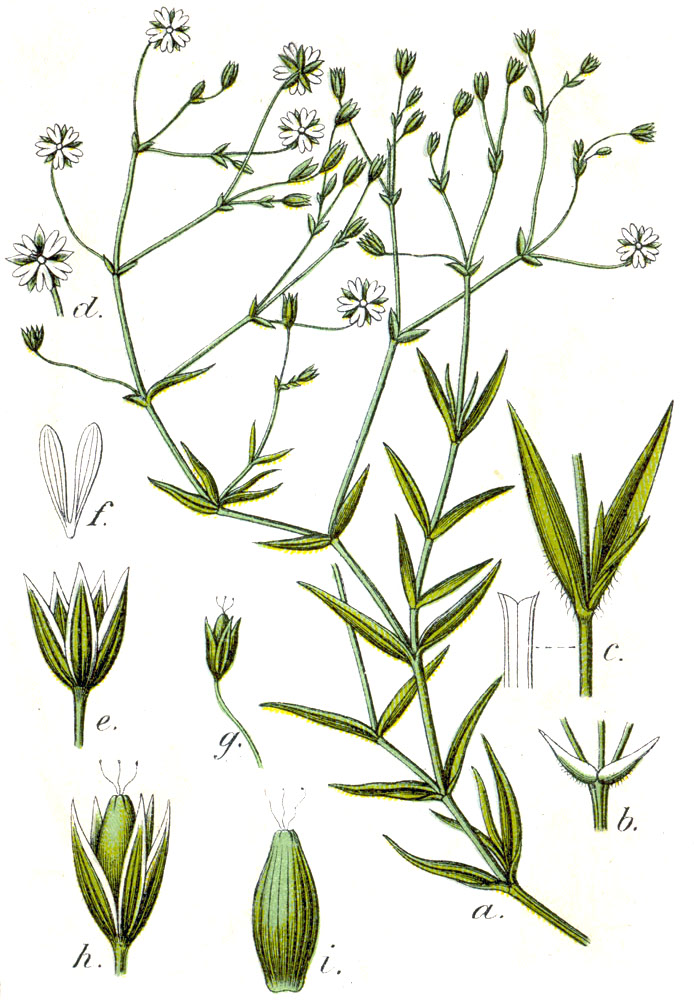
Ilustración

## Caracteres
Hierba vivaz a través de rizomas delgados, glabra. Tallos cuadrangulares, tendidos o ascendentes, ramificados de 10-40 (-50) cm de longitud. Hojas sésiles. opuestas, lineares u oblongo-lanceoladas, de (8-) 10-20 (-30) mm de longitud. Flores dispuestas en cimas paucifloras; 5 sépalos ovado-lanceolados, de 6-9 mm de longitud; 5 pétalos blancos, raramente ausentes, iguales o algo más largos que los sépalos, profundamente bipartidos; 10 estambres; 3 estilos. Fruto en cápsula oblonga. Florece en primavera y a lo largo del verano.

## Hábitat
Planta frecuente en los manantiales. En brezales y márgenes de bosques

## Distribución
Toda Europa. En España en la Sierra de Gredos en altitudes medias hasta 1900 m. En los manantiales y arroyos de los pisos superiores habita su congénere Stellaria alsinae.

## Taxonomía
Stellaria graminea fue descrito por Carlos Linneo y publicado en Species Plantarum 1: 422. 1753.
Citología
Número de cromosomas de Stellaria graminea (Fam. Caryophyllaceae) y táxones infraespecíficos: 2n=26
Etimología
Stellaria: nombre genérico que deriva del stella para la "estrella", debido a la forma de estrella de las flores o alguna otra característica.
graminea: epíteto latino que significa "como hierba".
Sinonimia
- Larbrea graminea (L.) Fuss, Fl. Transs. 119 (1866)
- Cerastium gramineum (L.) Crantz, Inst. Rei Herb. 2: 401 (1766)
- Stellaria graminea var. micrantha Merino, Fl. Galicia 1: 234 (1905)[7]
- Alsine graminea (L.) Britton[8]